# Kalander

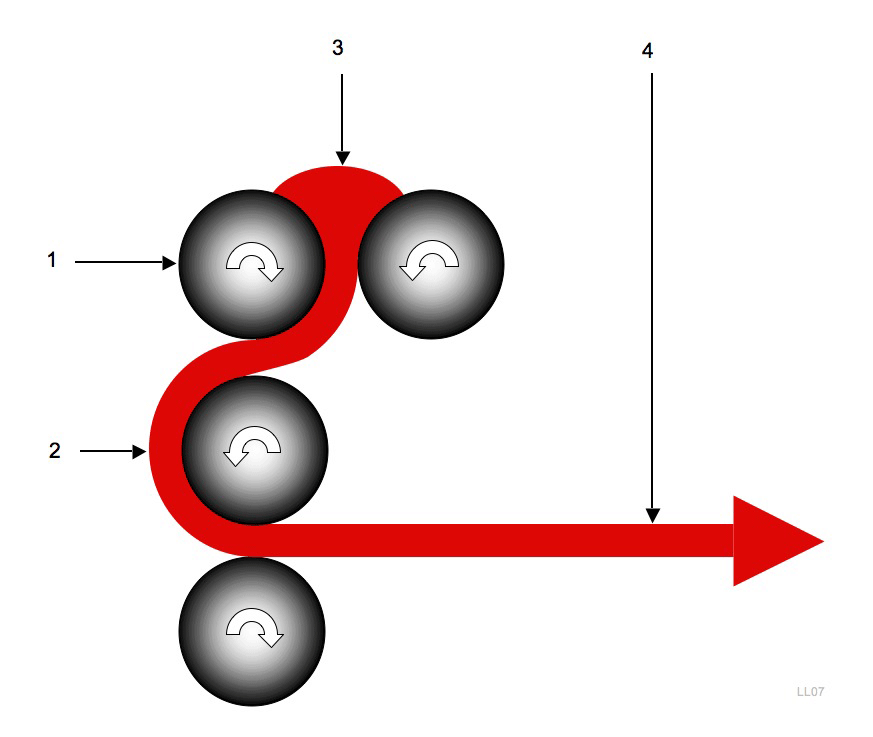
Kalanderprocessen med F-uppställning
1 Vals. 2 Uppvärmd folie. 3 Grundmaterial. 4 Folie.

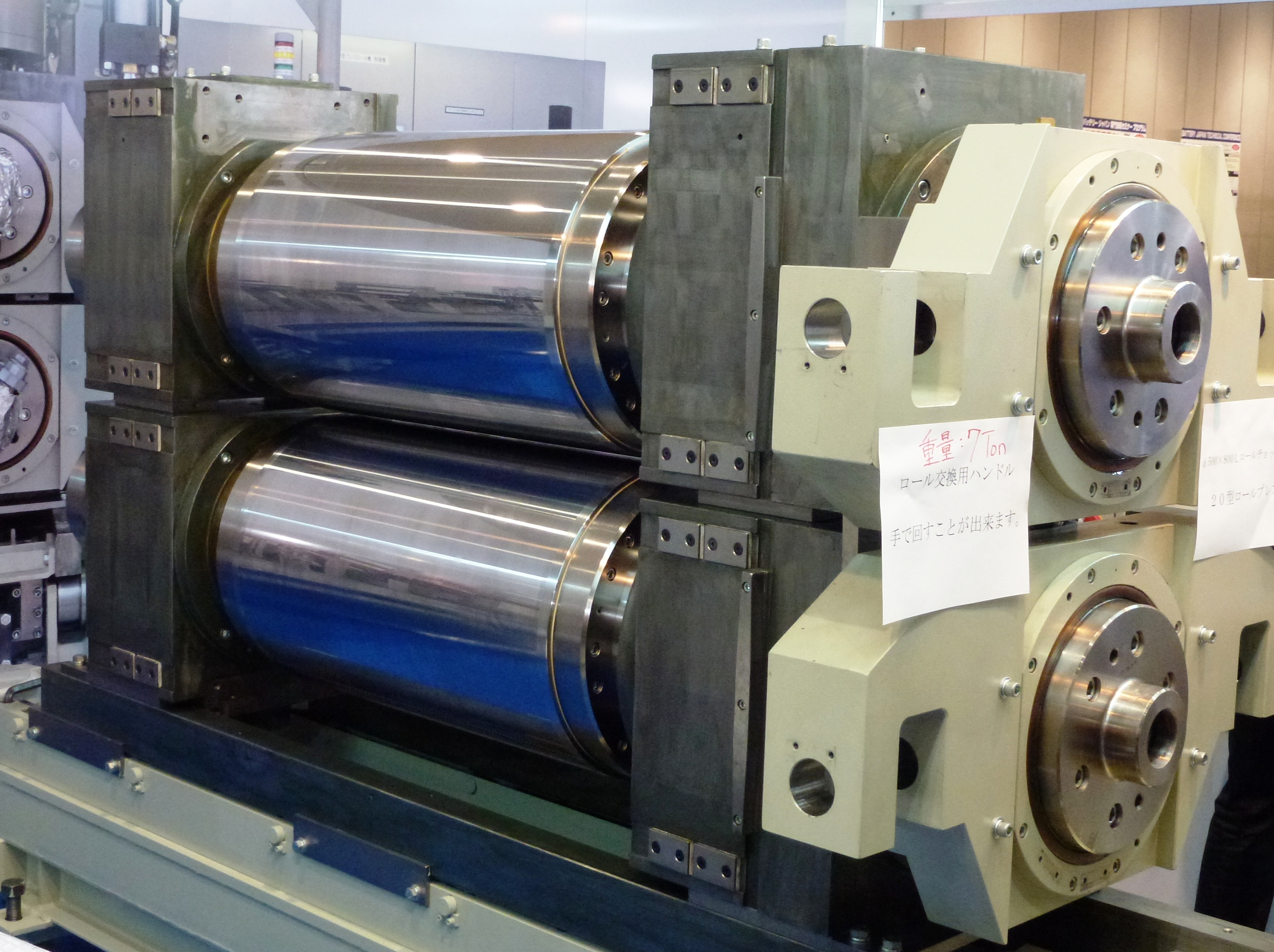
Kalander för tillverkning av elektroder till litiumjonbatterier

Kalander är en maskin på vilken man processar material som kan vara plast, papper, tyg eller annat material. Ordet kan härledas till det grekiska ordet κύλινδρος kylindros, som betyder "cylinder".
Kalanderpressen består av två eller flera valsar, som ibland är ihåliga och uppvärmda inifrån med vattenånga. Massiva valsar verkar enbart genom tryck, medan en kalander också kan vara en maskin som präglar pappersmatriser för stereotypering av boktrycks- eller tidningsformar. 
Kalandrering användes bland annat i tillverkningen av böcker med klotband, främst under 1800-talet, för att sedan minska under 1900-talet. Klotbandet bestod av tyg, oftast bomull, blandat med stärkelse för stadga, sedan valsades den av kalandern. Valsningen gav klotbandet en motståndskraftig yta.